# Alfonso Álvarez de Villasandino

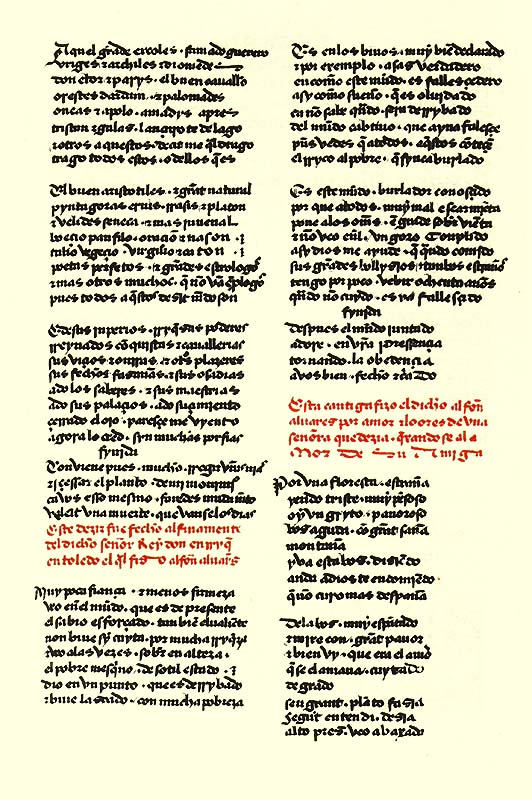
Poemas de Álvarez de Villasandino en el "Cancionero de Baena".

Alfonso Álvarez de Villasandino (¿Villasandino?, Castilla, c.1340-1350 - c. 1424) fue un poeta castellano medieval. Fue básicamente un poeta de cancionero, es decir, un representante del tipo de poesía culta que había surgido bajo la influencia de la lírica trovadoresca provenzal, y la principal figura literaria junto con Pero Ferrús en la Corte del rey de Castilla Enrique II. 

## Biografía
Como era habitual hasta el siglo XV, Villasandino, como los demás poetas castellanos, empezó escribiendo en gallego. Aproximadamente hacia 1400 comenzó a escribir en castellano.
Según las noticias que de él nos han llegado, tuvo tierras en Illescas y vivió algunos años en Toledo; se casó varias veces y fue un personaje de carácter conflictivo, a pesar de lo cual hizo de su obra su medio de vida. Por ello, son habituales en él los poemas de circunstancias en que elogia a algún poderoso para solicitar su protección económica y también las críticas a la avaricia de sus mecenas. 
Su obra se nos ha transmitido gracias a su participación en diversos cancioneros, en particular el Cancionero de Baena, que contiene más de un centenar de poemas suyos, constituyendo el poeta mejor representado en el mismo.
Según Alan Deyermond, era un escritor flexible, capaz de cultivar todos los subgéneros poéticos del momento: poemas de amor cortés, panegíricos, sátiras, etc. Villasandino fue un poeta de gran habilidad técnica y partidario de la poesía de tradición provenzal que se había cultivado en los diferentos reinos hispánicos durante el siglo XIV, lo que lo enfrentaba al grupo de los defensores de la nueva influencia italiana, de corte más alegórico, como Francisco Imperial.
Escribió versos bastante indecorosos a las mancebas del rey Enrique II, a las dos esposas de Pero Niño, a las amigas platónicas del Adelantado don Pedro Manrique, y tanto componía una cantiga acróstica en alabanza de su mujer como otra en su vituperio, llamándola comadre comida por los celos y la vejez. Pese a este carácter tan veleidoso, el antólogo Juan Alfonso Baena lo apreciaba y lo incluyó en su Cancionero, donde le describe como: Esmalte e lus e espejo e corona e monarca de todos los poetas e trovadores, maestros e patrón del arte poética.